# Rishton
Rishton è un paese di 7.350 abitanti del Lancashire, in Inghilterra.